# Distretto di Kobryn
Il distretto di Kobryn (in bielorusso Кобрынскі раён?) è un distretto (rajon) della Bielorussia appartenente alla regione di Brėst con 88 037 abitanti al censimento del 2009